# G̋
G̋ (minuscule : g̋), appelé G double accent aigu, est une lettre latine.
Il s’agit de la lettre G diacritée d’un double accent aigu.

## Utilisations
Le G double accent aigu ‹ g̋ › a été utilisé en hongrois comme alternative au digraphe ‹ gy › du XVe et XVIIe siècles, notamment dans le Codex Apor, par exemple : ‹ nag̋ › (nagy « grand »).

## Représentations Informatiques
- décomposé (latin de base, diacritiques) :

| formes    | représentations | chaînes de caractères | points de code | descriptions                                             |
| --------- | --------------- | --------------------- | -------------- | -------------------------------------------------------- |
| majuscule | G̋               | G◌̋                    | U+0047 U+030B  | lettre majuscule latine g diacritique double accent aigu |
| minuscule | g̋               | g◌̋                    | U+0067 U+030B  | lettre minuscule latine g diacritique double accent aigu |